# Ángel Álamo
Ángel Álamo López (New York, 9 giugno 1985) è un cestista statunitense con cittadinanza portoricana.

## Carriera
Con Porto Rico ha disputato i Campionati americani del 2011.